# JCSAT-5A
JCSAT-5A або N-STAR d, відомий як JCSAT-9 до запуску, є геостаціонарним супутником зв'язку, який управляється SKY Perfect JSAT Group (JSAT), який був розроблений і виготовлений Lockheed Martin на платформі A2100.

## Опис супутника
Космічний апарат був розроблений і виготовлений компанією Lockheed Martin на супутниковій платформі A2100-AX. Він мав стартову масу 4 401 кг (9 703 фунт) і 12-річний термін служби. Він надаватиме послуги зв'язку по всій Японії та Азії, а також для NTT DoCoMo. Як і більшість супутників на платформі A2100-AX, він використовує 460 Н (100 фунтс) рідинний апогейний двигун LEROS-1C (LAE) для виведення на орбіту. Розмах його сонячних панелей становить 26,9 м (88 фут) при повному розгортанні, а з антенами в повністю розширених конфігураціях становить 14,3 м (47 фут) завширшки.
Його корисне навантаження складається з восьми 54 МГц і дванадцяти 36 МГц транспондерів Ku-діапазону МГц, двадцять 36 транспондери С-діапазону МГц і один промінь S-діапазону. Транспондери Ku-діапазону мають вихідну потужність TWTA 110 Вт, C-діапазон 45 Вт і S-промінь 130 Вт.

## Історія
30 квітня 2003 року JSAT замовила на JCSAT-9 компанії Lockheed Martin та її платформі A2100-AXS. Крім того, у травні 2003 року JSAT орендував деякі транспондери компанії NTT DoCoMo для використання як N-STAR d для послуги WIDESTAR II. Очікується, що гібридний супутник із 20 транспондерами C-діапазону, 20 Ku-діапазону та 1 S-діапазоном буде запущено у 2005 році для 132° східної довготи.
12 квітня 2006 року о 23:29:59 UTC Зеніт-3SL, що стартував з морської стартової платформи Odyssey, успішно вийшов на орбіту JCSAT-9. Відрив від ракети-носія стався о 00:38:02 UTC. JSAT орендував деякі транспондери NTT DoCoMo для використання як N-STAR d. Після того, як він зайняв свою орбітальну позицію 132° східної довготи, він був перейменований у JCSAT-5A та N-STAR d.